# Arville (Loir-et-Cher)
Pour les articles homonymes, voir Arville.
Arville est une commune historique du Loir-et-Cher (région Centre-Val de Loire), reléguée au statut de commune déléguée depuis 2018 et la fusion administrative avec les communes voisines de Souday, Oigny, Saint-Agil et Saint-Avit afin de créer la commune nouvelle de Couëtron-au-Perche, dont le chef-lieu est fixé à Souday.

## Géographie

### Localisation
Arville se trouve dans la région naturelle du Perche.

## Histoire
À la chute des Templiers, le site de la commanderie devient la propriété de l'ordre de l'Hôpital. La Révolution le déclare bien national, et plusieurs familles de paysans s'y installent.
En 1979, le site est racheté par la communauté de communes du Perche, qui le restaure. La première ouverture au public a lieu en 1983. La commanderie s'enrichit d'un centre historique en 2000, qui évoque l'épopée des croisades et celle des Templiers.

## Politique et administration

### Liste des maires
| Période   | Période       | Identité                        | Étiquette | Qualité |
| --------- | ------------- | ------------------------------- | --------- | ------- |
| 1886      | 1900          | Pierre Boulay                   |           |         |
| 1877      | 1886          | Pierre-Maurice Pelé             |           |         |
| 1859      | 1877          | Jean-Louis Bosseau              |           |         |
| 1857      | 1859          | François-Constant Rigout        |           |         |
| 1852      | 1857          | François-Julien-Georges Hallier |           |         |
| 1849      | 1852          | Jean-Baptiste Richebout         |           |         |
| 1848      | 1849          | Louis-Julien Cuvier             |           |         |
| 1830      | 1848          | François-Julien-Georges Hallier |           |         |
| 1818      | 1830          | Jacques Lehoux                  |           |         |
| 1806      | 1818          | Pierre David                    |           |         |
| an VI     | 1806          | Louis-Simon Tardiveau           |           |         |
| 1791      | an VI         | Gaudard                         |           |         |
| 1791      | 1791          | Lubin-Henri-Louis David         |           |         |
| mars 2001 | 2014          | Guillemette Roullier            |           |         |
| mars 2014 | décembre 2017 | Henri Lemerre                   |           |         |

Depuis 2018 et la création de Couëtron-au-Perche, le maire élu à Arville est maire délégué au maire de la commune nouvelle.
| Période                                  | Période  | Identité      | Étiquette | Qualité                                                                        |
| ---------------------------------------- | -------- | ------------- | --------- | ------------------------------------------------------------------------------ |
| Les données manquantes sont à compléter. |          |               |           |                                                                                |
| janvier 2018                             | en cours | Henri Lemerre |           | Reconduit lors de la création de la commune nouvelle elle, puis réélu en 2020. |

## Population et société

### Démographie
L'évolution du nombre d'habitants est connue à travers les recensements de la population effectués dans la commune depuis 1793. Pour les communes de moins de 10 000 habitants, une enquête de recensement portant sur toute la population est réalisée tous les cinq ans, les populations de référence des années intermédiaires étant quant à elles estimées par interpolation ou extrapolation. Pour la commune, le premier recensement exhaustif entrant dans le cadre du nouveau dispositif a été réalisé en 2007.

En 2015, la commune comptait 80 habitants, en évolution de −32,77 % par rapport à 2009 (Loir-et-Cher : −1,15 %, France hors Mayotte : +2,11 %).
| 1793 | 1800 | 1806 | 1821 | 1831 | 1836 | 1841 | 1846 | 1851 |
| ---- | ---- | ---- | ---- | ---- | ---- | ---- | ---- | ---- |
| 350  | 346  | 385  | 409  | 399  | 430  | 388  | 385  | 358  |

| 1856 | 1861 | 1866 | 1872 | 1876 | 1881 | 1886 | 1891 | 1896 |
| ---- | ---- | ---- | ---- | ---- | ---- | ---- | ---- | ---- |
| 371  | 347  | 349  | 318  | 344  | 329  | 358  | 376  | 374  |

| 1901 | 1906 | 1911 | 1921 | 1926 | 1931 | 1936 | 1946 | 1954 |
| ---- | ---- | ---- | ---- | ---- | ---- | ---- | ---- | ---- |
| 355  | 334  | 314  | 303  | 307  | 288  | 288  | 274  | 248  |

| 1962 | 1968 | 1975 | 1982 | 1990 | 1999 | 2006 | 2007 | 2012 |
| ---- | ---- | ---- | ---- | ---- | ---- | ---- | ---- | ---- |
| 229  | 228  | 178  | 152  | 122  | 108  | 118  | 119  | 77   |

| 2015 | - | - | - | - | - | - | - | - |
| ---- | - | - | - | - | - | - | - | - |
| 80   | - | - | - | - | - | - | - | - |

### Pyramide des âges en 2007
| Hommes | Classe d’âge | Femmes |
| ------ | ------------ | ------ |
| 0,0    | 90 ans ou +  | 1,9    |
| 9,0    | 75 à 89 ans  | 9,6    |
| 11,9   | 60 à 74 ans  | 17,3   |
| 29,9   | 45 à 59 ans  | 28,8   |
| 14,9   | 30 à 44 ans  | 17,3   |
| 22,4   | 15 à 29 ans  | 13,5   |
| 11,9   | 0 à 14 ans   | 11,5   |

| Hommes | Classe d’âge | Femmes |
| ------ | ------------ | ------ |
| 0,6    | 90 ans ou +  | 1,6    |
| 8,3    | 75 à 89 ans  | 11,5   |
| 14,8   | 60 à 74 ans  | 15,7   |
| 21,4   | 45 à 59 ans  | 20,6   |
| 20,3   | 30 à 44 ans  | 19,2   |
| 16,2   | 15 à 29 ans  | 14,7   |
| 18,5   | 0 à 14 ans   | 16,7   |

La population est relativement âgée. Le taux de personnes d'un âge supérieur à 60 ans (24,4 %) est en effet supérieur au taux national (21,6 %) tout en étant toutefois inférieur au taux départemental (26,3 %).
Contrairement aux répartitions nationale et départementale, la population masculine est supérieure à la population féminine (56,3 % contre 48,4 % au niveau national et 48,6 % au niveau départemental).
La répartition de la population par tranches d'âge est, en 2007, la suivante :
- 56,3 % d’hommes (0 à 14 ans = 11,9 %, 15 à 29 ans = 22,4 %, 30 à 44 ans = 14,9 %, 45 à 59 ans = 29,9 %, plus de 60 ans = 20,9 %) ;
- 43,7 % de femmes (0 à 14 ans = 11,5 %, 15 à 29 ans = 13,5 %, 30 à 44 ans = 17,3 %, 45 à 59 ans = 28,8 %, plus de 60 ans = 28,8 %).

## Culture locale et patrimoine

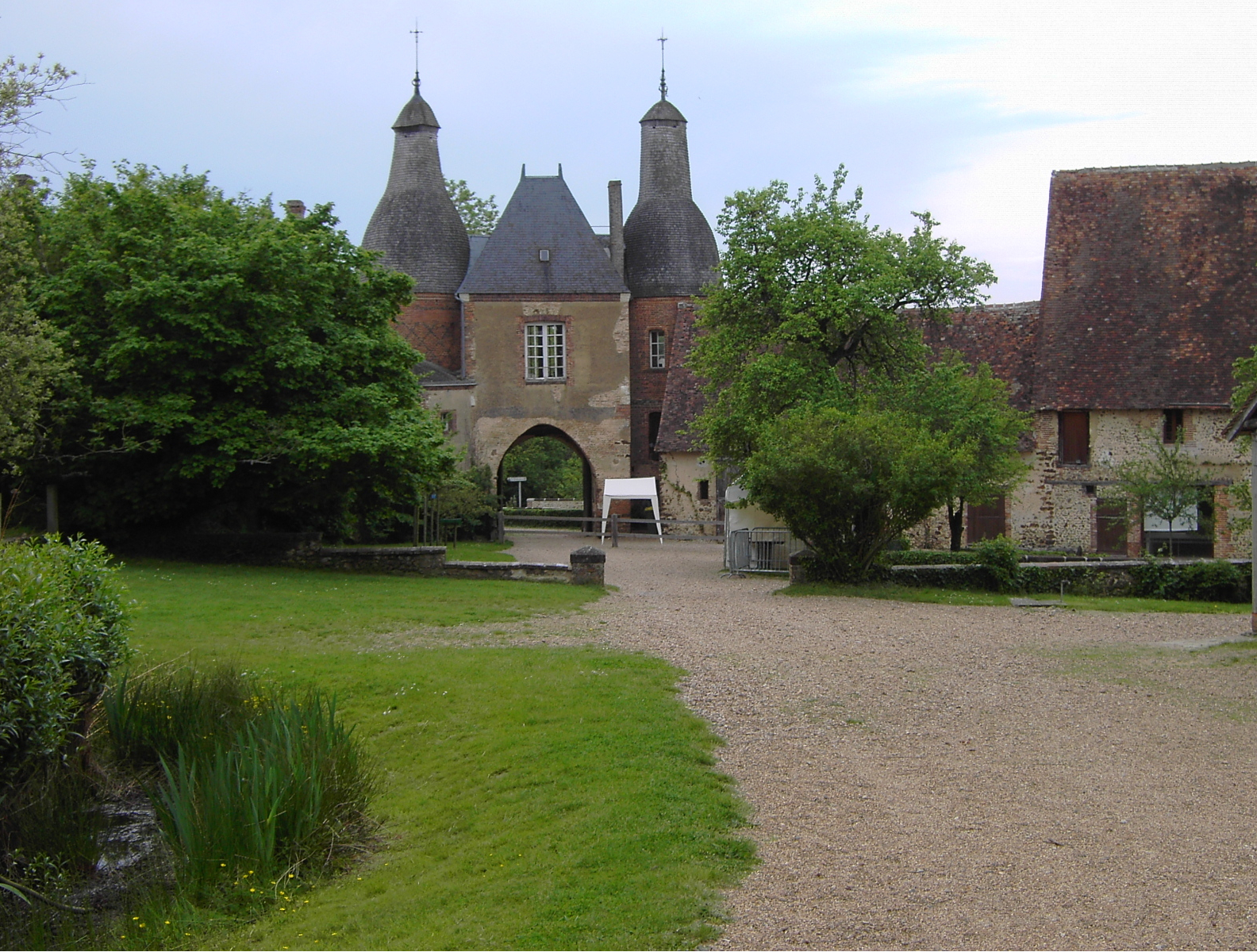
La commanderie templière d'Arville.

### Lieux et monuments
- La commanderie d'Arville a été fondée au XIIe siècle par l'Ordre du Temple, mais les bâtiments actuels sont datés du XVIe siècle.

Elle est classée au titre des monuments historiques. On y trouve un musée sur les thèmes de l'épopée des croisades et de l'histoire des Templiers. On peut voir également le pigeonnier, la grange dîmière et le jardin des simples. La mairie d'Arville occupe certains bâtiments.
- L'église Notre-Dame-Saint-Louis est également classée[10].

C'était la chapelle de la commanderie. Elle abrite deux objets classés au titre des monuments historiques : une cloche en bronze de 1788 et un lutrin en bois en forme d'aigle de 1776.

### Personnalités liées à la commune
- Henri David (1857-1914), mort à Arville, homme politique, député puis sénateur de Loir-et-Cher, et auteur dramatique connu sous le pseudonyme d'Henri Darsay.

### Héraldique
|  | Les armoiries d'Arville se blasonnent ainsi : De sinople aux deux barres d'or. Armes de la Commanderie (Armorial d'Hozier - 1696). |